# この夏の星を見る
『この夏の星を見る』（このなつのほしをみる）は、辻村深月による日本の小説。
『北海道新聞』『東京新聞』『中日新聞』『西日本新聞』『河北新報』『山梨日日新聞』の各誌に2021年6月から2022年11月まで順次連載された後、2023年6月30日にKADOKAWAから単行本化され、2025年6月17日に角川文庫から上下巻で文庫化された。
2025年に映画版が公開された。

## 登場人物

### 茨城・砂浦第三高校
溪本 亜紗（たにもと あさ）
天文部所属の高校2年生。
飯塚 凛久（いいづか りく）
亜紗の同級生。彼女と同じく天文部に所属する。
山崎 晴菜（やまざき はるな）
天文部の部長。
綿引 邦弘（わたびき くにひろ）
天文部の顧問。

### 渋谷・ひばり森中学校
安藤 真宙（あんどう まひろ）
中学1年生。
中井 天音（なかい あまね）
真宙のクラスメイト。理科部に所属する。
森村 尚哉（もりむら なおや）
理科部の顧問。

### 長崎県五島列島・泉水高校
佐々野 円華（ささの まどか）
吹奏楽部所属の高校3年生。つばき旅館の娘。
武藤 柊（むとう しゅう）
野球部所属の生徒。離島留学制度を利用して福岡県から通学している。
小山 友悟（こやま ゆうご）
弓道部所属の生徒。
福田 小春（ふくだ こはる）
円華の幼なじみ。
輿 凌士（こし りょうじ）
武藤と小山の友人。

### その他
柳 数生（やなぎ かずみ）
真宙のサッカーチーム時代の友人。現在は都立御崎台高校に通っている。

## 書誌情報
- 辻村深月『この夏の星を見る』（単行本）
  - 2023年6月30日発売[3]、KADOKAWA（単行本）、ISBN 978-4-041-13216-6
- 辻村深月『この夏の星を見る』（文庫版）
  1. 上 2025年6月17日発売[4]、角川文庫、ISBN 978-4-041-16291-0
  2. 下 2025年6月17日発売[5]、角川文庫、ISBN 978-4-041-16290-3

## 映画
2024年9月4日に映画化が発表され、2025年7月4日に公開された。監督は本作が商業映画監督デビュー作となる山元環、主演は桜田ひより。
本作は東映と東映アニメーションの企画のもと、世界市場を意識したオリジナルコンテンツを開発・プロデュースする「FLARE CREATORS」の第1弾プロデュース作品として制作された。撮影は原作の舞台である茨城県や長崎県五島市のほか、千葉県市原市でも行われた。

### キャスト
茨城
砂浦第三高校
- 溪本亜紗：桜田ひより
- 飯塚凛久：水沢林太郎[14]
- 山崎晴菜：河村花[14]
- 広瀬彩佳：増井湖々[14]
- 深野木乃美：安達木乃[14]
- 綿引邦弘：岡部たかし[14]
- 飯塚花楓：工藤遥[15]

- 花井うみか：堀田茜[14]
- パーソナリティ：小林涼子[15]

長崎
泉水高校
- 佐々野円華：中野有紗[14]
- 武藤柊：和田庵[14]
- 小山友悟：蒼井旬[14]
- 福田小春：早瀬憩[14]

- 才津勇作：近藤芳正[14]
- 円華の母：中原果南[15]

東京
ひばり森中学校
- 安藤真宙：黒川想矢[14]
- 中井天音：星乃あんな[14]
- 森村尚哉：上川周作[15]

御崎台高校
- 輿凌士：萩原護[14]
- 柳数生：秋谷郁甫[14]
- 市野はるか：朝倉あき[14]

- 松井彩葉（子役）[16]
- 清水ミチコ（声の出演）[16]
- ビスケッティ佐竹（声の出演）[16]

### スタッフ
- 原作：辻村深月『この夏の星を見る』（角川文庫 / KADOKAWA刊）
- 監督：山元環
- 脚本：森野マッシュ[2][6]
- 音楽：haruka nakamura[2][6]
- 主題歌：haruka nakamura + suis from ヨルシカ「灯星」（Polydor Records）[9][10]
- 総合プロデューサー：松井俊之[16][17]
- 製作：吉村文雄、高木勝裕[17]
- エグゼクティブプロデューサー：北崎広実[17]
- プロデューサー：島田薫[16][17]
- 音楽プロデューサー：津島玄一[16][17]
- 音楽スーパーバイザー：森田太[16][17]
- 撮影：菅祐輔[16][17]
- 照明：渡邊大和[16][17]
- 録音：井村優佑[16][17]
- 編集：瀧田隆一、熊谷夏帆[16][17]
- VFX Supervisor：佐伯真哉[16][17]
- VFX Producer：巻田勇輔[16][17]
- カラリスト：芳賀脩[16][17]
- スクリプター：万洲田千尋[16][17]
- 美術：小林蘭[16][17]
- 装飾：大熊雄己[17]
- 整音：小林喬[17]
- 音響効果：桑原秀綱、原口崇正[17]
- ヘアメイク：長縄希穂[17]
- 衣装：松下麗子[17]
- 助監督：深野剛義、大山晃一郎[17]
- 小道具：佐藤亜美[17]
- DIコーディネーター：島健太郎[16][17]
- DIプロデューサー：呉雪那[16][17]
- 音楽制作：山口響子[16][17]
- アシスタントプロデューサー：阿波根礼奈[17]
- 演技事務：横田真美子[17]
- 制作デスク：高地宏明[17]
- 仕上担当：川崎秀彦[17]
- 制作担当：堀井雅晃[17]
- ラインプロデューサー：松原剛、長谷川浩之[17]
- 天文監修：岡村典夫[16][17]
- アストロフォトグラフィー / VFX Director / 天文監修：竹本宗一郎[16][17]
- 宇宙線指導：田中香津生[17]
- 台本天文監修 / 前 佐賀県立宇宙科学館 館長：渡辺勝巳[17]
- 宣伝クリエイティブプロデューサー：畑間晶太[17]
- 宣伝プロモーションプロデューサー：三原知之[17]
- 宣伝企画プランナー：原健介[17]
- 宣伝企画：山中雄介[17]
- 宣伝アートディレクター：榎本卓朗[17]
- 宣伝コピー：中村直史[17]
- 宣伝デザイン：佐藤和美[17]
- タイトルロゴデザイン：小玉千陽[17]
- 協力：長崎県五島市文化観光課[12]
- ロケーション協力：茨城県立土浦第三高等学校[9][10]
- プロダクション統括：丸山真哉[17]
- 企画協力：KADOKAWA[17]
- 配給：東映[6]
- 制作プロダクション：東映テレビ・プロダクション[17]
- 企画：FLARE CREATORS[17]
- 製作：「この夏の星を見る」製作委員会（東映、東映アニメーション）